# Инжимбай
Инжимбай (каз. Інжімбай; устар. Кенжебайсор) — солёное озеро в Жамбылском районе Северо-Казахстанской области Казахстана. Находится в 34 км к юго-востоку от села Евгеньевка.
По данным топографической съёмки 1940-х годов, площадь поверхности озера составляет 3,83 км². Наибольшая длина озера — 4,1 км, наибольшая ширина — 1 км. Длина береговой линии составляет 10,8 км, развитие береговой линии — 1,54. Озеро расположено на высоте 156,9 м над уровнем моря.